# Emily Kame Kngwarreye
Emily Kame Kngwarreye, Emily Kam Ngwarray (ur. 1910 w Utopii, Alhalkere, Terytorium Północne, zm. 3 września 1996) – australijska malarka, Aborygenka, znana przede wszystkim ze swojej twórczości artystycznej w okresie malarstwa na płótnie (1988–1996), zaliczana do najważniejszych współczesnych artystów australijskich.

## Życiorys

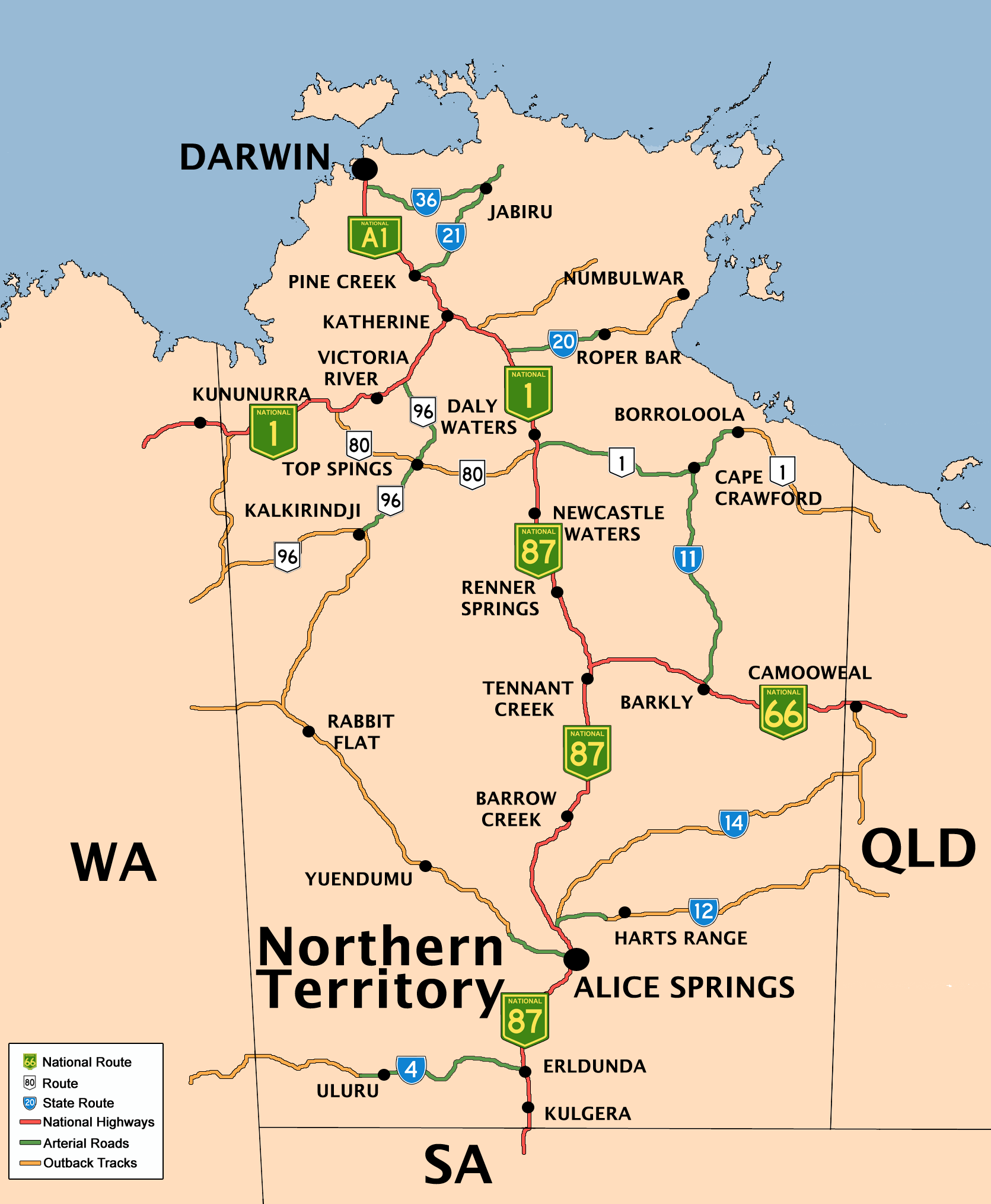

Emily Kngwarreye urodziła się ok. 1910 roku na odległej pustyni o nazwie Utopia, w kraju Alhalkere (nazwa kraju pochodzi od koloru skóry jego mieszkańców), leżącym na północny wschód od Alice Springs, w odległości ok. 230 km.
W latach 20. XX w. na ziemiach ludów Anmatyerre i Alyawarr, do których należał kraj Alhalkere osiedlili się pierwsi pasterze, a cały obszar nazwano Utopia. Emily po raz pierwszy zobaczyła „białych ludzi” i konie mając 10 lat. W latach 30. zawarła zaaranżowane małżeństwo; wraz z mężem pracowała w obiektach duszpasterskich; należała też do zespołów prowadzących karawany wielbłądów, przewożące towary między Alcoota i kopalnią wolframu na Mount Riddock station. Pod koniec lat 40. ponownie wyszła za mąż, tym razem z miłości. W latach 70. uruchomiła ośrodek duszpasterski, a następnie, na przełomie lat 1977/1978, została członkiem założycielem grupy artystycznej „Utopia Women’s Batik Group” (zob. batik), utworzonej w ramach rządowego programu edukacji kobiet w Utopii. Wraz z innymi kobietami czynnie zabiegała o zachowanie praw ludów Anmatyerre i Alyawarr do  Utopii (Aboriginal Land Rights, Northern Territory, Act 1976). Jednym z efektów tych prac było sfinansowanie przez Robert Holmes à Court Foundation realizacji projektu CAAMA/Utopia Artists-in-Residence Project (CAAMA – Central Australian Aboriginal Media Association; wykonawcy: Emily Kame Kngwarreye i Louie Pwerle).

## Twórczość

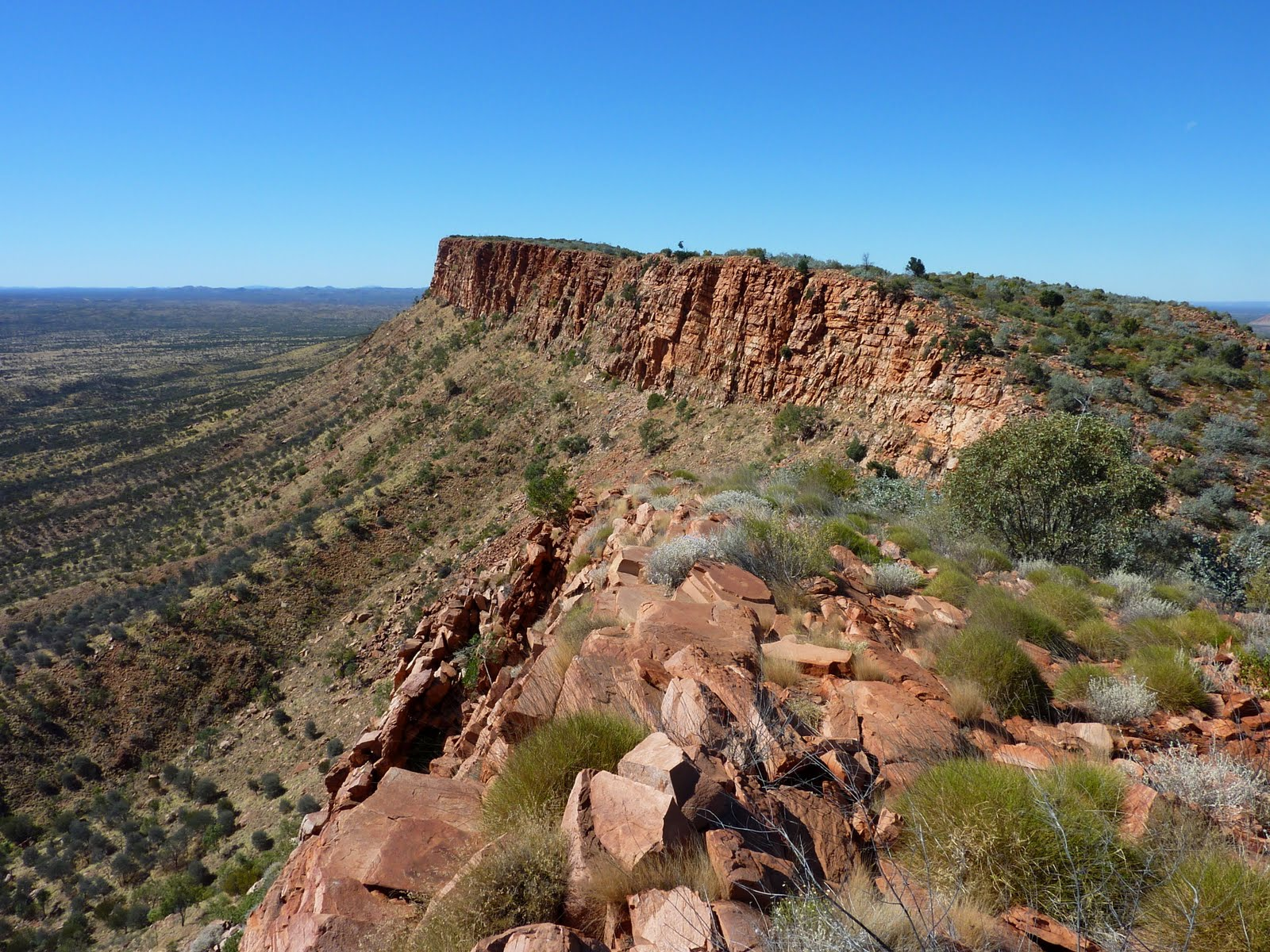
Inspiracje Emily Kngwarreye – krajobrazy okolic Alice Springs i sztuka Aborygenów

Przez pierwsze ⅔ życia Emily Kngwarreye miała bardzo nieliczne kontakty ze światem poza Utopią, więc na kierunek rozwoju jej twórczości nie miały wpływu wzorce zewnętrzne – nie ulegała wpływom zwolenników różnych kierunków rozwoju światowego malarstwa. O jej artystycznej drodze decydował talent i dziedzictwo kulturowe Aborygenów. Wielkość tego dziedzictwa potwierdza m.in. fakt, że najstarsze znane australijskie malowidło skalne – wizerunek wymarłego Genyornis – ma prawdopodobnie ok. 40 tys. lat. Z tradycji Aborygenów wynikał też bardzo silny emocjonalny związek artystki ze społecznością Alhalkere i przyrodą tego kraju. Artystyczne inspiracje Emily Kngwarreye pochodziły również od opiekunów-kustoszy Aborygenów Alhalkere oraz wypływały z kobiecych Dreaming sites.
Przez dziesięciolecia malowała na ciele i piasku, a w latach 1977–1988 stosowała technikę batik. Pierwszy obraz malowany na płótnie farbami polimerowymi – „Emu Woman 1988–89” (92 × 61 cm) – został uznany za sensację w świecie artystycznym. Tej technice artystka była wierna do końca życia, przez około osiem lat. W tym okresie artystycznej aktywności namalowała ok. 3 tys. obrazów, czyli średnio jeden dziennie. Jej dzieła zostały przyjęte entuzjastycznie. Były porównywane do dzieł cenionych modernistów (tj. Jackson Pollock, Willem de Kooning, Mark Rothko). Mbantua Gallery w Alice Springs zakupiła obraz „Earth's Creation” za rekordową cenę $1.056.000.
Obrazy Emily prezentowano na wielu indywidualnych i zbiorowych wystawach w różnych krajach świata (np.Alhalkere. Paintings from Utopia w Philip Bacon Galleries Brisbane, Queensland, Australia, 1998). Są eksponowane w The Emily Museum, Now Open; Celebrating the genius of Emily Kame Kngwarreye (1910-1996).
Hank Ebes, dyrektor The Emily Museum w Cheltenham (Wiktoria), dokonał – z okazji otwarcia muzeum – wyrazistego porównania: zaproponował wyobrażenie sobie Amsterdamu bez Muzeum Vincenta van Gogha, Paryża bez Muzeum Picassa lub Nicei bez Muzeum Matisse’a, a równocześnie stwierdził, że obecnie trudno wyobrazić sobie Australię bez sztuki Emily Kngwarreye.

## Wystawy

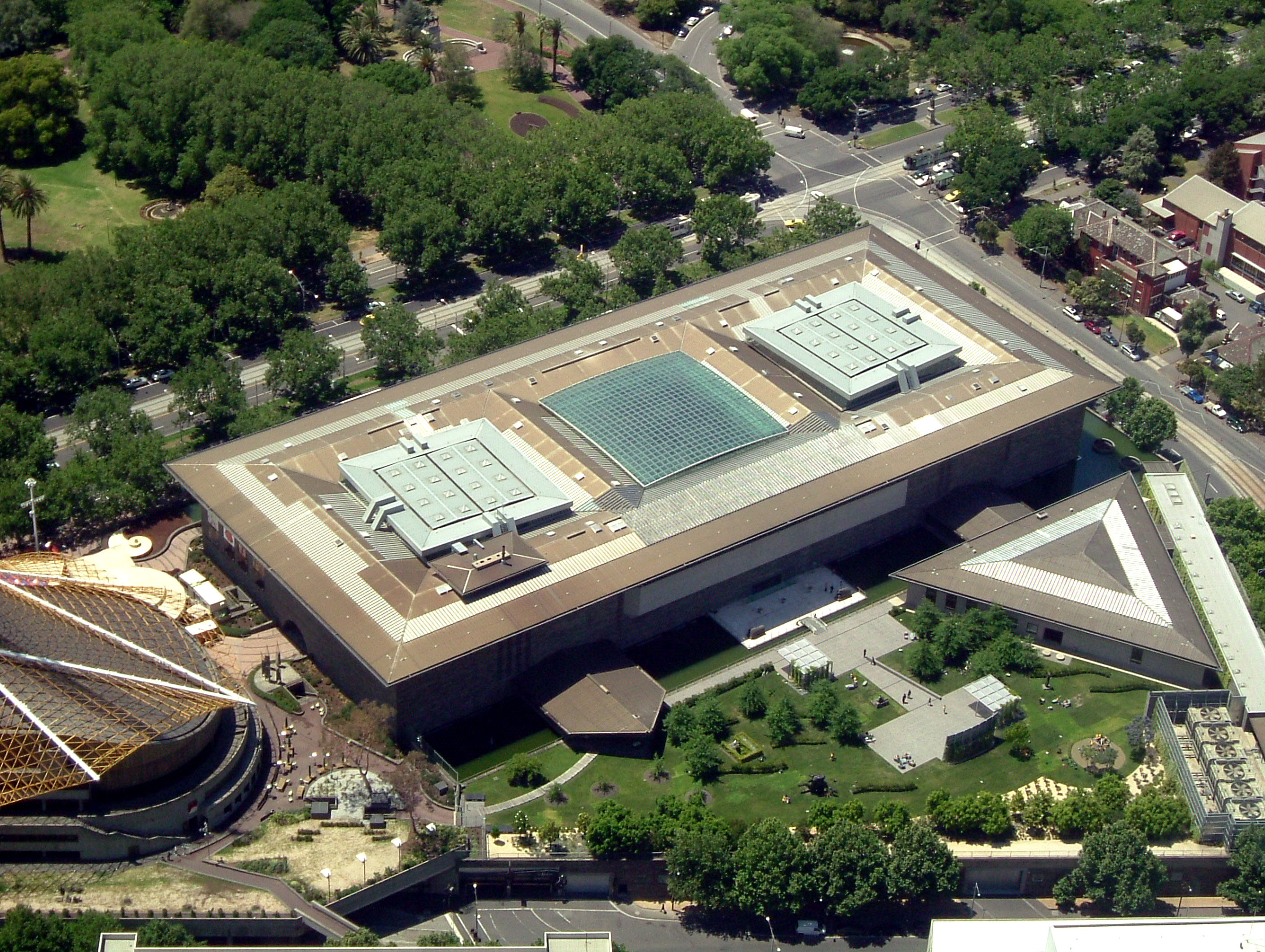
National Gallery of Victoria w Melbourne

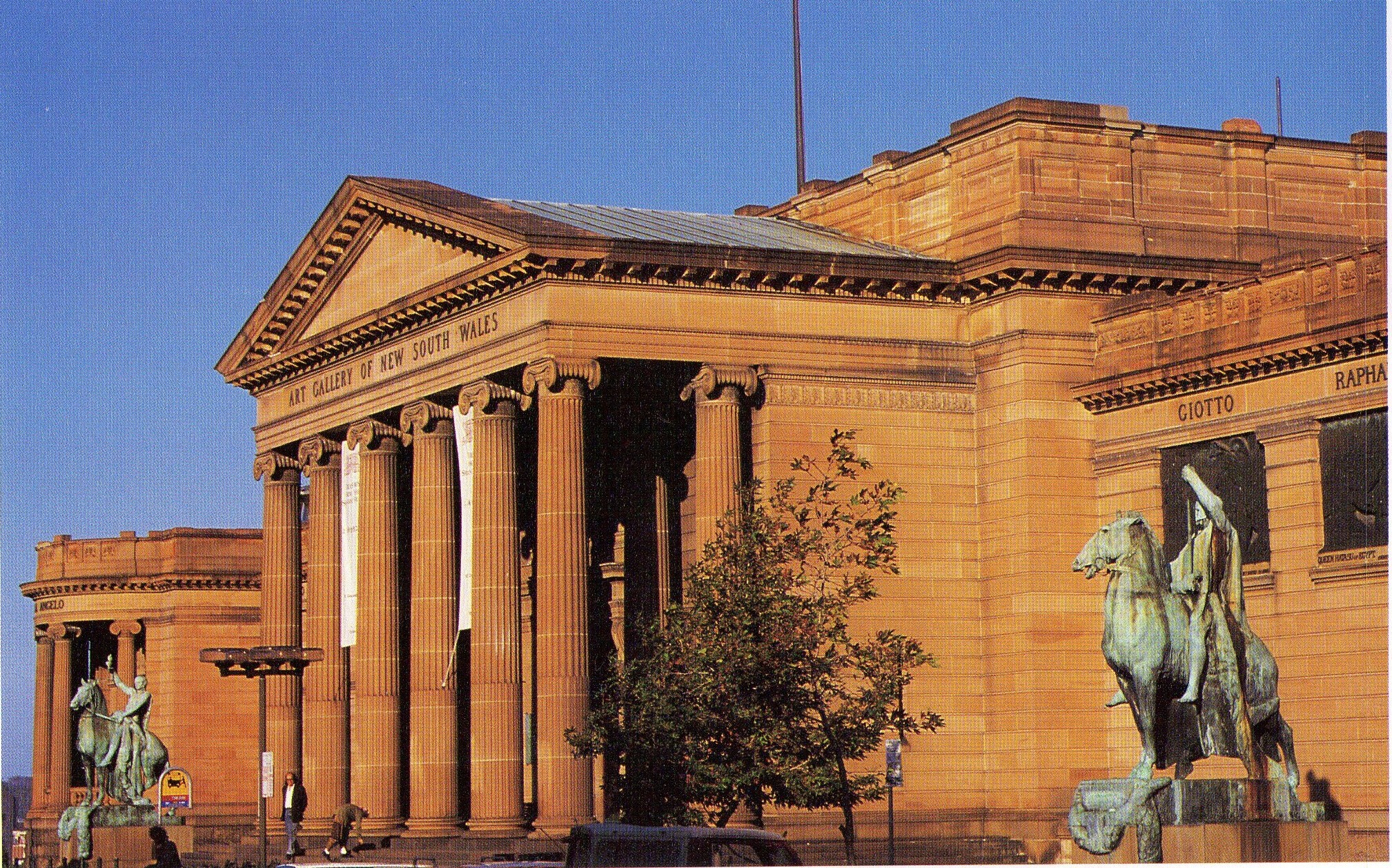
Art Gallery of New South Wales w Sydney

Wystawy indywidualne
1990
– First Solo Exhibition, Utopia Art Sydney, Stanmore,
– Gallery Gabrielle Pizzi, Melbourne,
– Coventry Gallery, Sydney,
1991
– Emily Kame Kngwarreye, Hogarth Gallery, Sydney,
– Emily Kame Kngwarreye, Utopia Art Sydney, Stanmore,
– Gallery Gabrielle Pizzi, Melbourne,
1992
– Alkalhere, Utopia Art Sydney, Stanmore
– Gallery Gabrielle Pizzi, Melbourne,
1993
– Hogarth Gallery, Sydney.
– The Alkalhere Suite, Utopia Art Sydney, Stanmore,
– Recent Paintings by Emily Kame Kngwarreye, Gallery Gabrielle Pizzi, Melbourne,
1994
– Emily Kame Kngwarreye: New Directions, Utopia Art Sydney, Stanmore,
– Emily Kame Kngwarreye, Utopia, Rebecca Hossack Gallery, Londyn.
Wystawy zbiorowe
1977-1987
liczne wystawy Utopia Women’s Batik Group;
1988
Utopia Art Sydney, Stanmore;
1989
Austral Gallery, St Louis, USA; Araluen Centre, Alice Springs; H. Ervin Gallery, Sydney; Gallery Gabrielle Pizzi, Melbourne;
1990
Art Gallery of New South Wales, Sydney; Plimsoll  Gallery, Centre for the Arts, Hobart, Tasmania; Flinders Lane Gallery, Melbourne; Utopia Artists in Residence Project; Perth Institute of Contemporary Arts, Perth; Robert Holmes a Court Collection, Uniwersytet Harvarda, University of Minnesota, Lake Oswego Center for the Arts, Stany Zjednoczone; Holmes a Court Collection by Utopia artists which toured Eire and Scotland; National Gallery of Victoria, Victoria;
1991
Benalla Art Gallery, Benalla, Vic.; Union of Soviet Artists Gallery, Moskwa, i Museum of Ethnographic Art, Petersburg, Rosja; Aboriginal Art and Spirituality, High Court, Canberra; Art Gallery of New South Wales, Sydney; ATSIC travelling exhibition; S. H., Ervin Museum, Sydney; National Gallery of Australia; Collection of Donald Kahn, Lowe Art Museum, University of Miami, USA; Araluen Centre, Alice Springs;
1992
Nogazaka Arthall, Tokio, Japonia; Utopia Art Sydney, Stanmore; State Ukranian Museum of Art, Kijów, Ukraina; Museum of Modern Art, Mińsk, Białoruś; National Museums of Modern Art, Kioto i Tokio; Museum and Art  Gallery of the NT, Darwin; Hogarth Galleries, Paddington; Art Gallery of New South Wales, Sydney;
1993
Art Gallery of Western Australia, Perth WA; National Gallery of Victoria; Perth Institute of Contemporary Arts, Perth; Museum and Art  Gallery of the NT, Darwin; Old Parliament House, Canberra; Hogarth Galleries, Sydney; Kunstammlung Nordrhein-Westfalen, Düsseldorf; Hayward Gallery, Londyn; Louisiana Museum, Humlebaek, Dania;
1994
The Donald Kahn collection, Museum Villa Stuck, Munich; Old Parliament House, Canberra; National Gallery of Victoria; 1994, Identities: Art from Australia, Taipei Fine Arts Museum, Tajwan, Wollongong City Gallery; Bishop Museum, Honolulu, Fireworks Gallery, Brisbane; Coo-ee Aboriginal Art, Sydney; Utopia Art Sydney, Stanmore; National Gallery of Victoria, Melbourne; Art Gallery of New South Wales, Sydney;
1995
Niagara Gallery, Victoria; Tribal Art Centre, Sydney; Sprengel Museum  Hannover, Museum fur Volkerkunde Lipsk, Hausder Kulteren der Welt Berlin, Ludwig-Forum fur Internationale Kunst Aachen